# Rec Comtal
El Rec Comtal era una séquia que perdurà fins al segle xix com un dels principals abastidors d'aigua a Barcelona. Servia per regar i per accionar els diversos molins construïts al llarg del seu traçat. Se'n conserven unes restes al seu pas pel barri de Sant Andreu, catalogades com a bé cultural d'interès local, en un terreny sense edificar entre els carrers de Fernando Pessoa (antic Coronel Monasterio) i de l'andana de l'Estació, a tocar amb el carrer de Palomar. Actualment són totalment cobertes per la vegetació, i l'únic element visible és un pont d'arc rebaixat sobre el canal, fet de pedra irregular unida amb morter i maó a la part superior i a l'arc, del que només se'n conserva un dels costats.

## Història
La Bàrcino romana es proveïa d'aigua per mitjà de tres aqüeductes, un dels quals agafava les aigües del Besòs mitjançant una presa o resclosa i entrava a la ciutat per la torre romana de la casa de l'Ardiaca. Utilitzat durant l'Alt i Baix Imperi, entrà en decadència en els segles viii i ix, quan fou substituït per altres formes de captació i abastament.
Al llarg dels primers anys de l'edat mitjana, els antics sistemes de conducció d'aigua restaven abandonats i sovint eren considerats com un element més del paisatge. D'altra banda, la iniciativa comtal sobre el procés d'irrigació de terres que es va dur a terme per les comunitats pageses al llarg del segles ix i x fou gairebé inexistent. Tot i que el Rec Comtal no apareix a la documentació fins al 1075, ja era conegut i utilitzat abans de l'any 1000. L'objectiu de les obres del comte Mir (954-966) en restaurar els antics canals romans d'abastament d'aigua a la ciutat fou, sobretot, el desenvolupament de la molineria i altres activitats artesanals que es desenvoluparen en el pla de Barcelona.
La construcció de molins va anar en augment, fins al punt que al segle xiii hi havia un total de 21 molins fariners al llarg del Rec. Al segle xii, a la zona de Sant Andreu també es va construir una farga que funcionava amb energia hidràulica propietat de la Canònica i que servia per reparar les eines del camp dels pagesos de més de la meitat del pla de Barcelona. Es devia trobar, aproximadament, a la zona on es creuen el Rec i la Riera d'Horta.
Durant l'edat mitjana, el Rec formava part del Reial Patrimoni i era administrat pel Batlle General. A partir del segle xiv, aparegué la figura de batlle d'aigües i administrador dels molins reials de la ciutat i territori de Barcelona, que foren suprimits pels Decrets de Nova Planta i les seves funcions passaren a dependre de la Intendència. Inicialment, prenia les aigües del riu Besòs mitjançant una resclosa feta amb pedres i troncs. L'any 1457 es decidí de construir-ne una de més sòlida feta d'argamassa. Les continuades sequeres que feien minvar el cabal van provocar, ja des de l'edat mitjana diferents intents d'utilització del rec per al subministrament d'aigua potable a la ciutat. Finalment, el 1704, es va desviar una part del seu cabal cap a Barcelona, per tal de nodrir les fonts públiques.

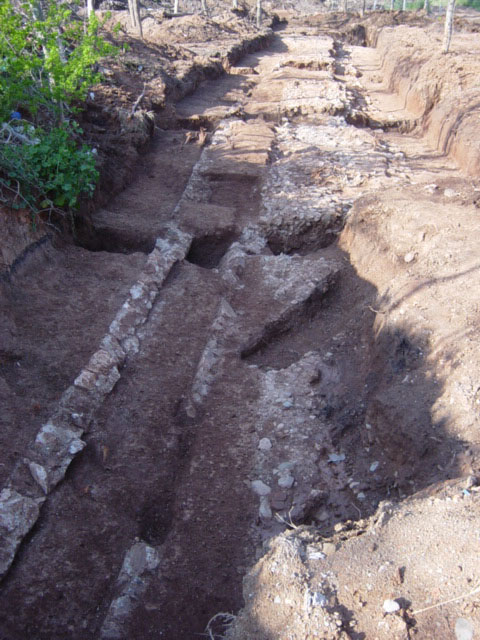
Restes de l'aqüeducte romà a Sant Andreu (2004)

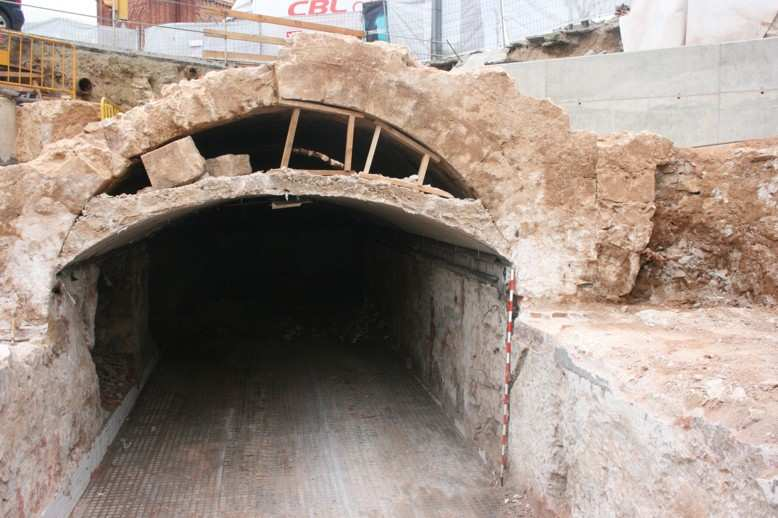
Rec Comtal a l'Arc de Triomf (2009)

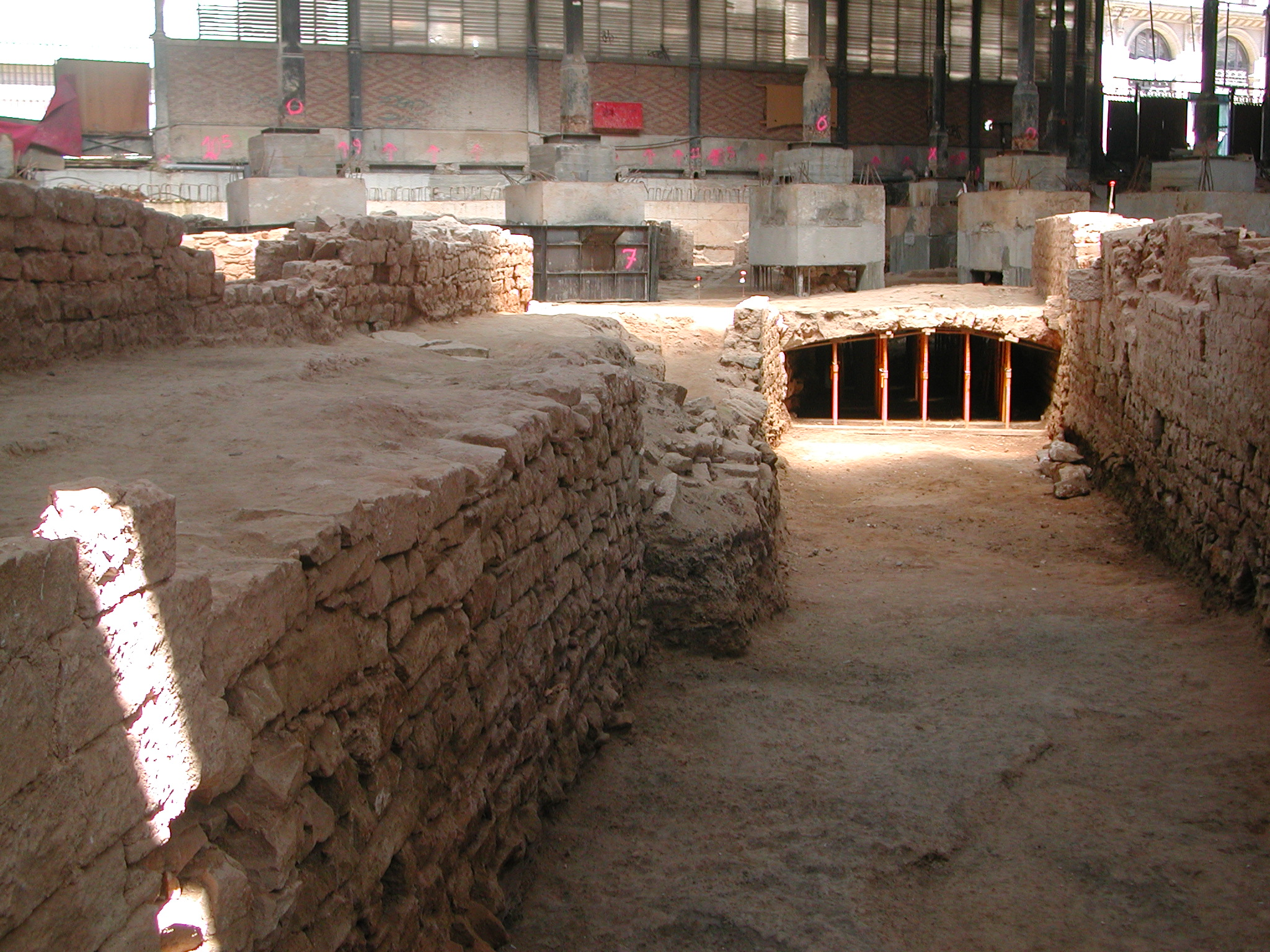
Tram del Rec Comtal al Mercat del Born

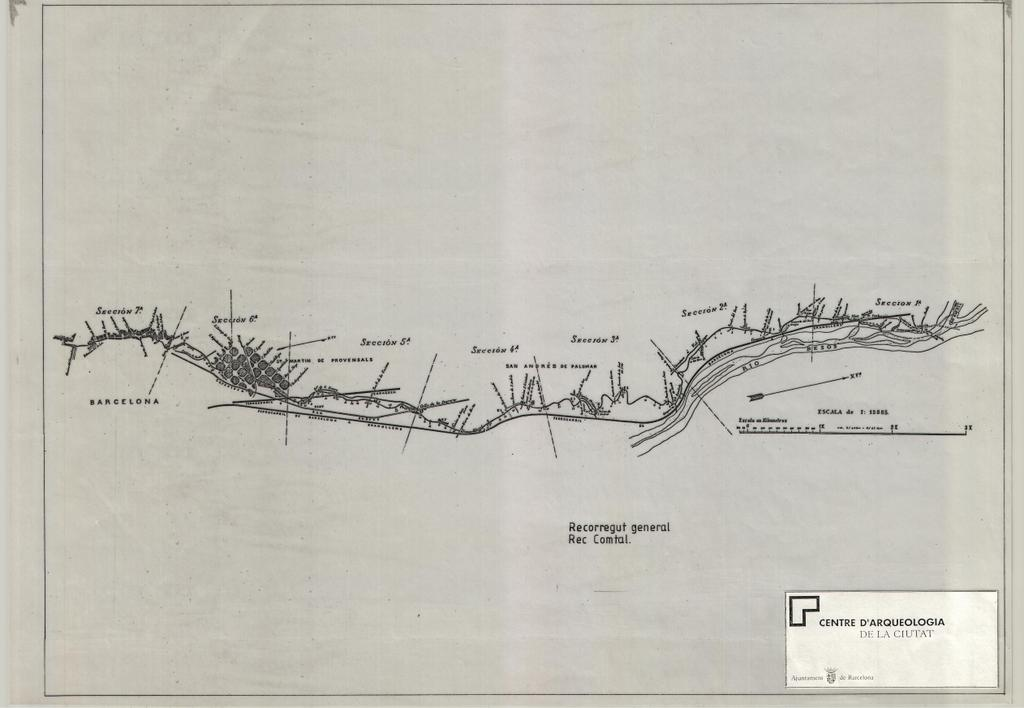
Recorregut general del Rec Comtal (Servei d'Arqueologia de Barcelona)

## Descripció
No se sap com era el primitiu Rec, donat que al llarg del mil·lenni de la seva existència ha patit diverses remodelacions. El que es pot dir és que era un gran canal a cel obert d'una amplada que variava segons el traçat. Els murs eren de carreus de pedra de Montjuïc, units amb morter de calç, amb el fons de terra natural, sense cap recobriment especial. Al llarg del recorregut hi havia ponts, la majoria de pedra, però n'hi podria haver de fusta, que facilitaven el pas d'un costat a l'altre. Per l'arqueologia s'ha pogut documentar que era netejat amb certa regularitat, cosa que fa que no es conservin materials del primer moment de la construcció.
Cal assenyalar que on es van produir més canvis amb relació a la forma i traçat del Rec va ser dins de la ciutat, on va funcionar com un carrer-canal, passant a ser una estructura coberta en part, i sovint amb grans ponts com el que es pot veure dins del Born. Menció a banda és la gran remodelació que va patir arran de la construcció de la Ciutadella, que en va comportar un canvi important i de la desembocadura a mar. Tenia un recorregut de més de 12 km des dels pous de Montcada, reemplaçant l'antic aqüeducte romà, i regava nombrosos horts de Sant Andreu de Palomar, Sant Martí de Provençals, les hortes del Portal Nou, Sant Pere i els horts d'en Favà. En el punt on es troben aquestes restes hi havia el molí de Sant Andreu (o de la Torre de Bell-lloc), construït al segle xiii, que va ser l'últim dels molins a desaparèixer a Sant Andreu. Ara bé, en aquesta zona el seu traçat divergeix clarament del de l'aqüeducte romà, car el Rec se situa perpendicularment al vessant al seu pas pel molí mentre que l'aqüeducte, documentat arqueològicament el 2004, continua amb un traçat marcadament recte paral·lel al vessant, tot i que res d'això és visible actualment degut a la construcció d'una escola-taller al solar on se situaven.
Així mateix, molt a prop de l'actual encreuament dels carrers de Roger de Flor i d'Ausiàs Marc, el Rec Comtal gira bruscament cap al sud-est, perpendicular al vessant, en direcció al Molí del Clot situat uns 150 m pendent avall. En un altre punt, gira bruscament vers el sud, perpendicular al vessant, en direcció al molí Dormidor o de la Pólvora, mentre que l'aqüeducte romà mantenia un descens més gradual donat que passava entre el camí de Sant Adrià i el d'Horta segons evidència documental, i continuava resseguint el pendent fins a encaixar amb el pilar del carrer de les Magdalenes, 25. Aquests canvis de trajectòria probablement resultaven d'utilitat per al seu aprofitament per les diverses instal·lacions molineres, ja que permetrien que l'aigua baixés amb més energia i, per tant, fos més ben aprofitada pel molí.